# Şeyx-İbrahim-Moschee

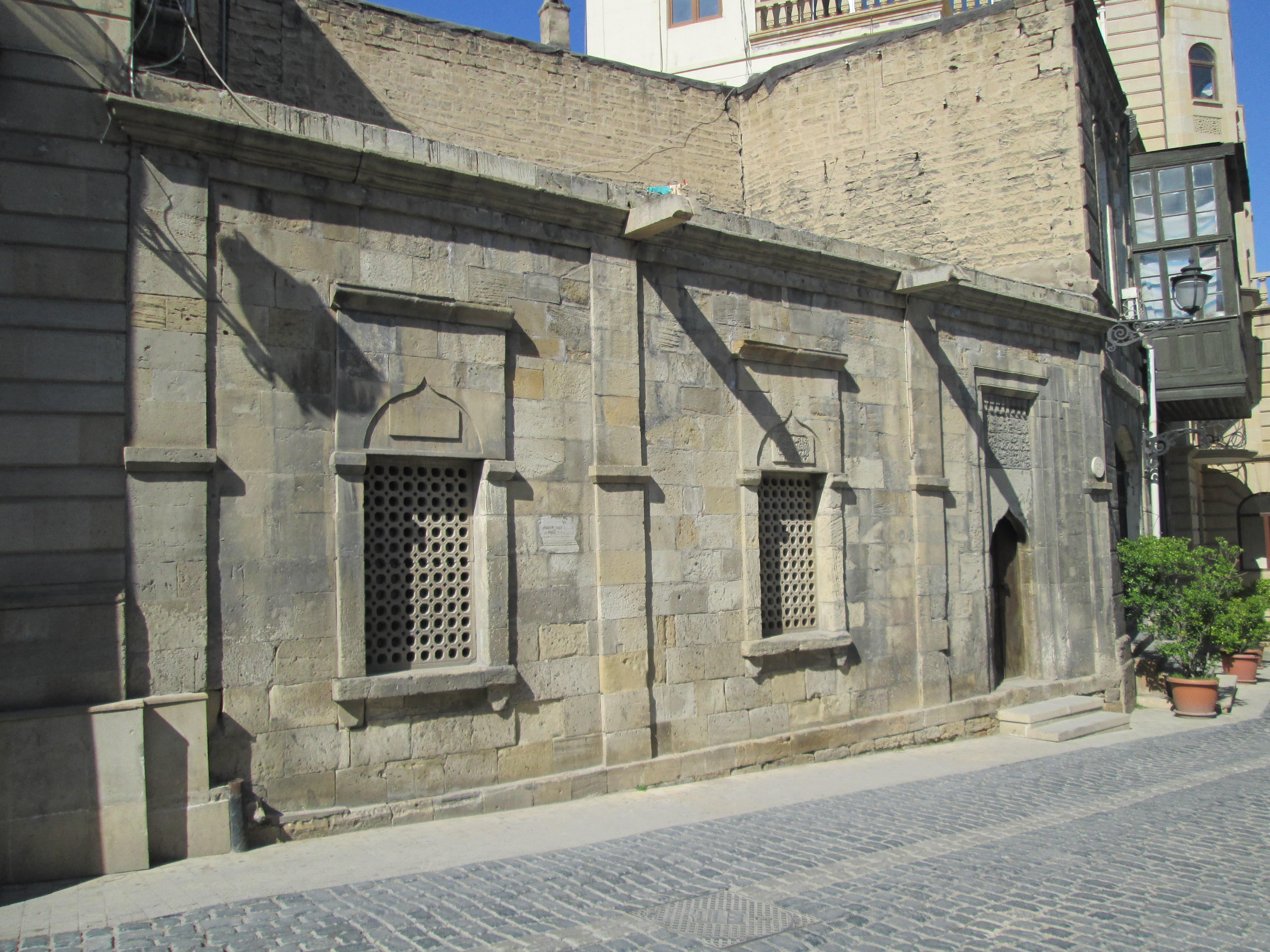
Şeyx İbrahim məscidi

Die Şeyx-İbrahim-Moschee wurde zwischen 1415 und 1416 (838 des Hijri-Kalenders) in der heutigen Asaf-Zeynalli-Straße in der İçəri Şəhər erbaut. Die Inschrift auf der Moschee weist darauf hin, dass sie von Hadschi Amirschah ibn Yagub in Auftrag gegeben und während der Herrschaft von Schirwanschah I. Ibrahim erbaut wurde. Die Moschee ist, wie die Inschrift besagt, nach Sultan Scheich Ibrahim benannt. Die Inschrift lautet:
Zur Zeit von Sultan Scheich Ibrahim ibn Sultan ordnete der verstorbene Haji Yaqub, das Ehrenoberhaupt von Haji Amir Shah, im Jahr 818 den Bau dieser Moschee an.
Einer anderen Inschrift zufolge wurde die Moschee von Agha Gafar Haji Murad oghlu restauriert. In Aserbaidschan begann nach der sowjetischen Besatzung im Jahr 1928 ein offizieller Kampf gegen die Religion. Im Dezember desselben Jahres übergab das Zentralkomitee der Kommunistischen Partei Aserbaidschans zahlreiche Moscheen, Kirchen und Synagogen zu Bildungszwecken an die übrigen Vereine. Gab es 1917 in Aserbaidschan noch 3000 Moscheen, sank diese Zahl im Jahr 1927 auf 1700 und im Jahr 1933 auf 17. Auch die Scheich-Ibrahim-Moschee stellte nach der sowjetischen Besatzung ihren Betrieb ein.
Nachdem Aserbaidschan seine Unabhängigkeit wiederhergestellt hatte, wurde die Moschee mit dem Dekret Nr. 132 des Ministerkabinetts der Republik Aserbaidschan vom 2. August 2001 in die Liste der national bedeutenden unbeweglichen historischen und kulturellen Denkmäler aufgenommen.